# 小鮑比·威特
小羅伯特·安德魯·威特（英語：Robert Andrew Witt Jr.，2000年6月14日—），為美國職棒大聯盟的游擊手，目前效力於堪薩斯市皇家。他是2019年大聯盟選秀的選秀榜眼。

## 職業生涯
2019年美國職棒大聯盟選秀，皇家在首輪第二順位選進小威特。他在新人聯盟的打擊率為2成62，並敲出1轟與27分打點。
2020年，受到COVID-19疫情影響，導致小聯盟賽季全面暫停。2021年，小威特從2A出發，並在6月入選全明星未來之星賽。他在2A的打擊率為2成92，並敲出16轟與50分打點，因此在季中升上3A。他在3A的打擊率為2成85，並敲出17轟與46分打點。他也獲選棒球美國的年度最佳小聯盟球員獎。

## 個人生活
小威特的父親鮑比·威特曾在大聯盟打滾16個賽季，目前在Octagon Baseball擔任球員經紀人，同時也是小威特的指導員。

## 外部連結
- 球員資訊和成績在MLB ，ESPN ，Retrosheet ，Baseball Reference ，Baseball Reference (Minors) ，Fangraphs （英文）
- 小鮑比·威特的Instagram帳戶
- 小鮑比·威特的X（前Twitter）